# Frédéric Lemoine
Pour les articles homonymes, voir Lemoine.
Cet article concerne un homme d'affaires français. Pour le gymnaste artistique français, voir Frédéric Lemoine (gymnastique).
Frédéric Lemoine, né le 27 juin 1965, est un homme d’affaires français, président du Directoire du groupe Wendel d'avril 2009 à décembre 2017, aujourd’hui président d’Allegro Cantabile, sa société d’investissement, administrateur dans le groupe Pictet et Président du Comité d'Audit et des risques financiers d'ALIMA.

## Biographie
Frédéric Lemoine est diplômé de l'École des hautes études commerciales de Paris (1986) et de l’Institut d'études politiques de Paris (1987). C'est également un ancien élève de l’École nationale d'administration promotion Victor Hugo (1991).
Jusqu'en 1996 il est inspecteur des finances.
En 1992 et 1993, il dirige pendant un an l'Institut du Cœur d'Ho Chi Minh (Viêt Nam) et devient en 2004, jusqu'à mai 2011, secrétaire général de la Fondation Alain Carpentier qui a soutenu cet hôpital.
Entre 1995 et 1997, il est directeur adjoint du cabinet du ministre du Travail et des Affaires sociales, Jacques Barrot, chargé de la coordination de la réforme de la sécurité sociale et de la réforme hospitalière. Parallèlement il est chargé de mission auprès du secrétaire d'État à la Santé et la Sécurité Sociale, Hervé Gaymard.
Entre 1998 et 2002, il est directeur délégué, directeur financier du groupe Capgemini, puis directeur général adjoint chargé des finances de Capgemini Ernst & Young.
Entre mai 2002 et juin 2004, il est le secrétaire général adjoint de la présidence de la République auprès de Jacques Chirac, notamment chargé des affaires économiques et financières.
Entre octobre 2004 et mai 2008, il est senior advisor auprès de McKinsey.
Entre mars 2005 et avril 2009, il est président du Conseil de surveillance d'Areva.
Entre 2006 et 2009, il est membre puis censeur du Conseil de surveillance de Générale de Santé.
Il devient administrateur de Groupama SA en février 2005 jusqu'en 15 mars 2012, et préside le Comité d'audit et des comptes de février 2005 à mars 2011.
De janvier 2011 à février 2020, il est membre du board de l'INSEAD.
D'avril 2009 à décembre 2017, il est président du directoire de Wendel, dont Bernard Gautier est le second membre et ce, après avoir été membre du Conseil de surveillance de Wendel de juin 2008 à mars 2009. Son départ surprend les marchés,
Depuis le 20 avril 2009, il est administrateur de  Saint-Gobain et continue d’y représenter Wendel jusqu’en mai 2020. D'avril 2009 à juillet 2013, il est administrateur de Legrand. Chez Bureau Veritas, il préside le Conseil d’administration de 2013 à mars 2017. Il en est le vice-Président de 2009 à 2013 et de mars 2017 à décembre 2017.
Un livre de Sophie Coignard et Romain Gubert retrace le parcours et les réseaux d'influences de Frédéric Lemoine dans le groupe Wendel.
Frédéric Lemoine fonde en novembre 2018 Allegro Cantabile, la société d’investissement et de conseil qu’il développe. Il rejoint depuis le début de 2019 plusieurs conseils d’administration du groupe Pictet.
Il consacre une part de son temps importante à des missions d'intérêt général. Il est notamment trésorier d’ALIMA, ONG de 2 000 personnes organisant des missions d'aide médicale d’urgence dans 13 pays africains. Il est conseiller municipal de Dinard (Ille-et-Vilaine) depuis juin 2020, 1er vice-président de la Commission Finances et membre de la Commission Culture. De  juillet 2021 à avril 2022, il est responsable du projet présidentiel dans l'équipe de campagne de Valérie Pécresse.

## Décorations
- Chevalier de la Légion d'honneur Il est fait chevalier par décret du 10 avril 2009[8].
- Officier de l'ordre national du Mérite Il a été promu officier par décret du 13 mai 2016[9].